# 迪兰
迪兰（法語：Dullin，法語發音：[dylɛ̃]）是法国萨瓦省的一个市镇，属于尚贝里区。

## 地理
迪兰（45°33'14"N, 5°44'41"E）面积5.31 平方千米，位于法国奥弗涅-罗讷-阿尔卑斯大区萨瓦省，该省份为法国东部省份，历史上为薩伏依的一部分，北起上萨瓦省，西接伊泽尔省和安省，南部和东部与上阿尔卑斯省和意大利接壤。
与迪兰接壤的市镇（或旧市镇、城区）包括：阿延、拉布里杜瓦尔、诺瓦莱斯、圣阿尔邦德蒙贝勒、沃雷勒德蒙贝勒。

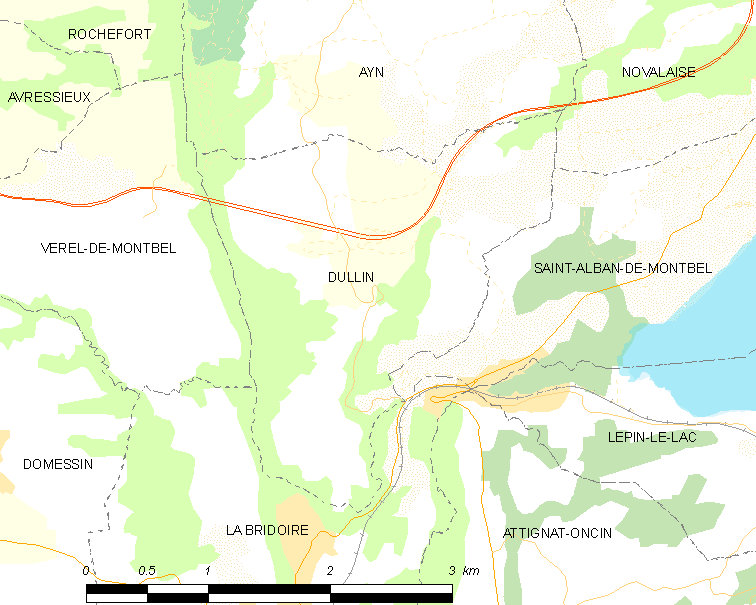
迪兰的OSM定位图

迪兰的时区为UTC+01:00、UTC+02:00（夏令时）。

## 行政
迪兰的邮政编码为73610，INSEE市镇编码为73104。

## 政治
迪兰所属的省级选区为勒蓬德博瓦桑县。

## 人口

1962-2008年间迪兰人口变化图示

迪兰于2022年1月1日时的人口数量为493人。